# الشطرة
الشطرة هي مدينة عراقية ومركز قضاء تقع في محافظة ذي قار وتتبع إداريّا إلى قضاء الشطرة يبلغ عدد سكانها حوالي 254 ألف نسمة بحسب تعداد عام 2014.

## التسمية
الشطرة هو اسم مؤنث من (الشطر) وهو النصف أو القسم وسميت كذلك لأن أحد فرعي نهر الغرّاف الذي تقع على ضفتيه يقسمها إلى (شطرين) متساويين هما الشطر الشرقي والشطر الغربي منها.

## الموقع
تقع الشطرة على أحد فرعي نهر الغراف المنحدر من نهر دجلة في منطقة الفرات الأوسط جنوب العراق حوالي 350 كيلو متر جنوب العاصمة بغداد. وتتبع إداريا وجغرافيا لمحافظة ذي قار. وبذلك فهي تقع بمنتصف المسافة تقريبا بين بغداد والمحافظات الجنوبية والخليج العربي. وهذا ما أهّلها لأن تحتل موقعا جغرافيا حيويا لسيطرتها على طرق المواصلات والنقل البري بين بغداد والخليج العربي من جهة وبين بغداد وباقي مدن الجنوب من جهة أخرى.

## التسلسل الإداري
يبدأ التسلسل الإداري في العراق بـ (المحافظة)وهي أكبر وحده إدارية ثم يليها (القضاء) وبعده (الناحية) والتي تقسم بدورها إلى مناطق وقرى (وهي اصغر الوحدات الإدارية).
الشطرة هي (قضاء) في التسلسل الإداري العراقي.وهي إحدى أربع اقضية توجد في محافظة ذي قار، اما الوحدات الإدارية التابعة لها فهي: ناحية الغراف، ناحية الدواية، ناحية النصر وعشرات القرى الصغيرة والكبيرة والتي تمثل بمجموعها قضاء الشطرة الكبير.

## السكان
ان أغلب سكان الشطرة سابقا هم الناس المثقفون اصحاب الشهادات والقيم الحضرية والذين يسمون محليا بـ (أهل الولاية)، لكن بعد الهجرات الكبيرة لسكان الريف والصحاري (البدو) من البادية إلى المدن فقدت المدينة هويتها الاصلية.
بالنسبة لعدد سكان المدينة، لا توجد احصائية دقيقة للعدد الاجمالي، لكن حسب التعداد السكاني لسكان العراق عام 1997م بلغ العدد بشكل تقريبي 650,750 نسمة (متضمنا عدد سكان المدينة نفسها والقرى والنواحي التابع لها).

## المساحة وتخطيط المدينة

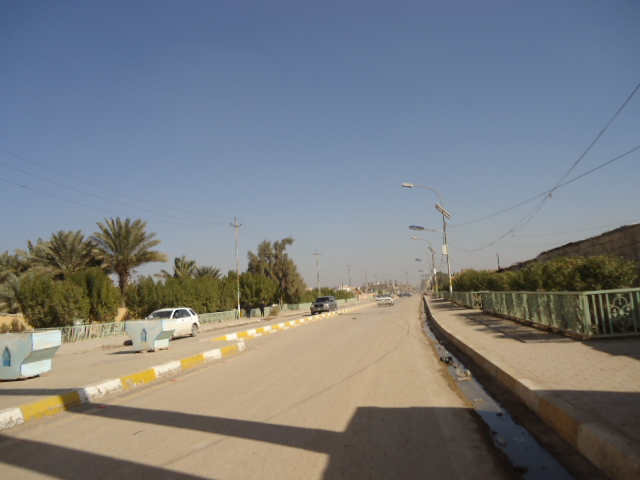
شارع البوابة الرئيسية للمدينة

الشطرة هي ثاني أكبر قضاء في العراق ويتمثل هذا الأمر في المساحة الشاسعة التي تشغلها والكثافة السكانية الكبيرة الناتجة من العدد الكبير من العشائر التي تقطنها والقرى والنواحي التابع لها. إضافة إلى المدينة نفسها.فمن الشمال، تمتد حدود الشطرة الجغرافية لتلتقي بقضاءالرفاعي الذي يمثل نهاية الحدود الإدارية لمحافظة ذي قار من ناحية الشمال ويفصلها عن محافظة واسط.ومن الجنوب تمتد اراضي عشائر الشطرة حتى تصل مدينة الناصرية التي هي مركز محافظة ذي قار.ومن الغرب تنتهي حدودها مع مدينة البطحاء التي تمثل نهاية الحدود الإدارية لمحافظة ذي قار من ناحية الغرب وتفصلها عن محافظة المثنى.اما من ناحية الشرق، فتمتد اراضي عشائر بني سعيد التابعة للشطرة حتى تصل هور الحمّار وخدود محافظة ميسان الذي يقع على الحدود بين العراق وإيران.
أما مساحة مركز المدينة نفسها، فهي تقع بشكل طولي على ضفتي النهر لمسافه 25 إلى 35 كيلو متر تقريبا. بشطريها الشرقي والغربي والذي تفصل بينهما 4 جسور للسيارات و5 جسور للمشاة.
من الجدير بالذكر ان الشطرة قد خطط لها منذ زمن بعيد ان تكون محافظة قائمة بذاتها مع النواحي والقرى التابعة لها لتكون المحافظة التاسعة عشر ضمن تسلسل المحافظات العراقية بـاسم محافظة (اور)، ولكن هذا المشروع لم يكتب له النجاح.

## الموروث الشعبي

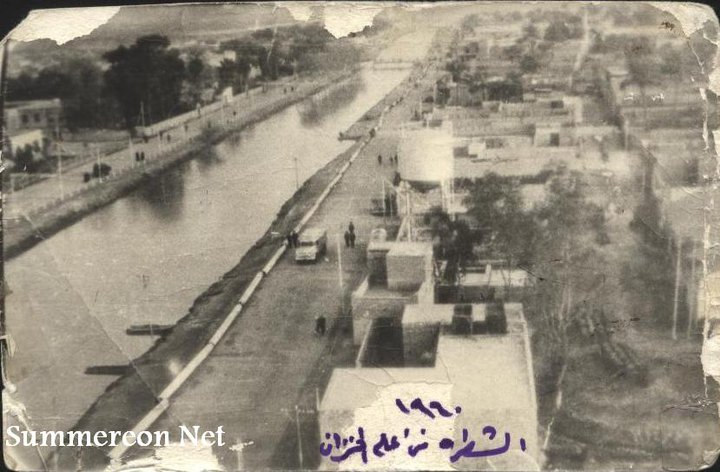
الشطرة عام 1960م

العادات والتقاليد الشعبية المتوارثة لمدينة الشطرة من ريفها إلى حضرها هي واحدة وهي نفس العادات العربية المعروفة من كرم الضيافة والشهامة والغيرة وحسن المعاملة.اما بالنسبة لمرجعية هؤلاء الافراد في امورهم واحكام حياتهم من زواج ومعاملات عامة إلى الخلافات القضائية والعشائرية، فيرجعون بها بالدرجة الأولى إلى حكومة الدولة ومن ثم إلى شيوخ العشائر التي ينتمون إليها والسادة العلويين في مناطق سكناهم.

## مكانة الشطرة التاريخية
يبدأ تاريخ الشطرة القديم مع قدوم قبائل الأكديين (والأكديون هم من القبائل التي نزحت من شمال العراق لتستوطن في منطقة الفرات الأوسط) إلى تلك المنطقة.
ومنهم اكتسبت الشطرة تسميتها القديمة (أكد).حيث دخلت ضمن دولتهم وأصبحت إحدى مراكز حضارتهم وتراثهم، حتى مجيء الآشوريين (وهم أيضا من قبائل الشمال)الذين ضمّوها إلى باقي دويلاتهم التي اسسوا بها إمبراطوريتهم المعروفة بالإمبراطورية الآشورية أول إمبراطورية بالتاريخ والتي امتدت حدودها من تركيا وبلاد الشام من الشمال والشمال الغربي. وبلاد فارس والخليج العربي من الجنوب والجنوب الشرقي. حيث ما زالت بعض آثار هاتين الدولتين قائمة لحد الآن ويرتادها الزوار والسواح من كافه مناطق العالم.

## مكانة الشطرة الاجتماعية
مجتمع الشطرة من المجتمعات الجنوبية الفعّآلة جدا والذي تربطه بباقي المجتمعات العراقية روابط عديدة ووثيقة في نفس الوقت. ولعل أهم هذه الروابط هو كثرة العلاقات الزوجية بين أهالي الشطرة وباقي المدن العراقية، ولا غلو ان قلنا انه لا توجد مدينة من المدن العراقية المعروفة الا ولها اقارب في الشطرة.أضافة إلى توسع ثقافة الشطريين والأماكن والمناصب البارزة التي يشغلونها في المجتمع العراقي بأختلاف مدنه وخاصة العاصمة بغداد.فتجد منهم الطبيب الذي يشغل منصبا خارج مدينته الشطرة وما زالت عائلته فيها. ونفس الشيء مع المهندس والعسكري والطالب...الخ.
ناهيك على ان الشطرة مدينة كبيرة وبها العديد من العشائر المعروفة وشيوخ تلك العشائر الذين يرجع اليهم العديد من أبناء عشائرهم من كافه المدن العراقية.
وتعرف الشطرة أيضا بمدينة الشعراء حيت ولد فيها الشاعر إبراهيم أطيمش في عام 1875.

## مكانة الشطرة السياسية
تعتبر الشطرة بحكم موقعها بين وسط وجنوب العراق، من المراكز السياسية والعسكرية المهمة جدا.وكان أول من اولاها هذا الاهتمام هي الدولة العثمانية مع بداية ضمها العراق إلى إمبراطوريتها. فكان ان جعلت الشطرة (قائمقامية)والقائمقامية هي وحدة إدارية معتمدة في النظام الإداري العثماني.
وساعد على ذلك توسع نفوذ شيوخ عشائرها (عشائر المنتفك) وسيطرتهم على مناطق واسعة من الفرات الأوسط العراقي وتغلغلهم في الحكم العثماني حيث اتاح ذلك للشطرة وعشائرها ان تمارس الدور الكبير في الحكم العثماني.
وازداد دورها السياسي نشاطا مع وصول الاستعمار البريطاني إلى جنوب العراق ومحاولته اخضاع المنطقة الجنوبية إلى سيطرته وما كان من تصدي عشائر الجنوب والوسط العراقي له وخصوصا عشائر المنتفك في الثورة العراقية الكبرى (ثوره العشرين). حيث أصبحت الشطرة مركز لانطلاق الثوار وقيادة عمليات المقاومة وتجسد ذلك عمليا في معركة (البطنجه) الشهيرة بين الجيش البريطاني والثوار العراقيين والتي انتهت إلى هزيمة القوات البريطانية وقبول الاستعمار بهدنة وبالتالي الموافقة على منح الشطرة حكم محلي، وفيها ولد صالح جبر الزيدي: من رؤساء الوزارة العهد الملكي العراقي.

## مكانة الشطرة الاقتصادية
تقع الشطرة بمنتصف المسافة تقريبا بين الخليج العربي والعاصمة بغداد على الطريق الذي يربط بينهما، لذلك كان لها الدور الكبير في حركة النقل البري ونقل البضائع ما بين بغداد والموانئ العراقية.وأيضا كثرة سكان الشطرة ومساحتها الكبيرة والمناطق التابعة لها، جعلها سوق تجارية كبيرة جدا ومركز فعّال لتصريف البضائع ويشهد على ذلك حجم التبادل التجاري بينها وبين بغداد.
الشيء الآخر الذي يبرز مكانة الشطرة الاقتصادية هو الصناعات الشعبية في مدينة الشطرة نفسها والتي تصدرها إلى معظم محافظات العراق والمعروفة باسم (الشطراوية) نسبة إليها. ومنها السجاد والعقال والاحذية الخفيفة والمنتجات النباتية.

## أشخاص من الشطرة
- إبراهيم أطيمش
- صالح جبر
- مصطفى الكاظمي
- فائق زيدان